# Dekanat Praga IV
Dekanat Praga IV – jeden z 14 dekanatów rzymskokatolickich wchodzących w skład archidiecezji praskiej w Czechach. 
Według danych na styczeń 2016 roku, w jego skład wchodziło 18 parafie. 

## Lista parafii
Źródło:
| Lp. | Miejscowość           | Parafia                                        | Proboszcz                            | Kościół                                                                 | Grafika |
| --- | --------------------- | ---------------------------------------------- | ------------------------------------ | ----------------------------------------------------------------------- | ------- |
| 1   | Praga-Žižkov          | Parafia św. Prokopa                            | ThLic. Vít Uher, Th.D.               | Kościół św. Prokopa w Pradze-Žižkov                                     |         |
| 2   | Praga                 | Parafia św. Antoniego                          | Pavel Semela                         | Kościół św. Antoniego w Pradze                                          |         |
| 3   | Praga-Bohnice         | Parafia Świętych Apostołów Piotra i Pawła      | P. Mgr. Pavel Klimovič SDB           | Kościół Świętych Apostołów Piotra i Pawła w Pradze-Bohnice              |         |
| 4   | Praga-Karlín          | Parafia Świętych Cyryla i Metodego             | Miroslav Cúth                        | Kościół Świętych Cyryla i Metodego w Pradze-Karlín                      |         |
| 5   | Praga                 | Parafia św. Teresy od Dzieciątka Jezus         | P. Mgr. Josef Brtník SDB             | Kościół św. Teresy od Dzieciątka Jezus w Pradze                         |         |
| 6   | Praga-Libeň           | Parafia św. Wojciecha                          | Václav Sochor                        | Kościół św. Wojciecha w Pradze-Libeň                                    |         |
| 7   | Praga                 | Parafia św. Remigiusza                         | Mgr. Pavel Budský                    | Kościół św. Remigiusza w Pradze                                         |         |
| 8   | Praga-Dolní Počernice | Parafia Wniebowzięcia Najświętszej Maryi Panny | P. ThLic. Pavel Čáp SDB              | Kościół Wniebowzięcia Najświętszej Maryi Panny w Pradze-Dolní Počernice |         |
| 9   | Praga-Hloubětín       | Parafia św. Jerzego                            | P. PhDr. Marek Pučalík, Ph.D., O.Cr. | Kościół św. Jerzego w Pradze-Hloubětín                                  |         |
| 10  | Praga                 | Parafia św. Ludmiły                            | ThMgr. Rafał Marcin Sulwestrzak      | Kościół św. Ludmiły w Pradze                                            |         |
| 11  | Praga                 | Parafia św. Wacława                            | ThDr. Stanislav Prokop               | Kościół św. Wacława w Pradze                                            |         |
| 12  | Praga                 | Parafia św. Bartłomieja                        | ThLic. Edward Walczyk                | Kościół św. Bartłomieja w Pradze                                        |         |
| 13  | Praga-Vinoř           | Parafia Podwyższenia Krzyża Świętego           | Mgr. Pavel Budský                    | Kościół Podwyższenia Krzyża Świętego w Pradze-Vinoř                     |         |
| 14  | Praga-Třeboradice     | Parafia Wniebowzięcia Najświętszej Maryi Panny | dr. Vojtěch Eliáš                    | Kościół Wniebowzięcia Najświętszej Maryi Panny w Pradze-Třeboradice     |         |
| 15  | Praga                 | Parafia Chrystusa Króla                        | Václav Sochor                        | Kościół Chrystusa Króla w Pradze                                        |         |
| 16  | Praga                 | Parafia św. Elżbiety                           | P. Jan Maria Vianney Jan Dohnal OFM  | Kościół św. Elżbiety w Pradze                                           |         |
| 17  | Odolena Voda          | Parafia w Odolena Voda                         | Mgr. Piotr Grzegorz Przechocki       | Kościół w Odolena Voda                                                  |         |
| 18  | Praga-Na Balkáně      | Parafia w Praga-Na Balkáně                     | Miroslav Cúth                        | Kościół w Praga-Na Balkáně                                              |         |